# Look Out!! Look Out!!
Look Out!! Look Out!! — дебютний студійний альбом американського джазового ударника Реда Голта, випущений у 1962 році лейблом Argo.

## Опис
Цей альбом став дебютним для ударника Реда Голта в якості соліста, який вийшов у 1962 році на Argo, дочірньому джазовому лейблі Chess Records. Сесія звукозапису відбулась у грудні 1961 року на студії Ter Mar Studios в Чикаго, Іллінойс.
Голт грає на ударних з гуртом, до якого увійшли Флойд Марвін (тромбон), Воллес Бертон (альт-саксофон), Рамсі Льюїс (фортепіано), Елді Янг (контрабас) і Роланд Фолкнер (гітара). Голт разом з Янгом з 1956 року грав в тріо Льюїса. 

## Список композицій
1. «Look Out No. 3» (Ред Голт) — 1:55
2. «Little Liza Jane» (аранж. Ред Голт) — 2:15
3. «Favourite Things» (Річард Роджерс, Оскар Гаммерстайн) — 2:20
4. «Red Sails in the Sunset» (Джиммі Кеннеді, Г'ю Вільямс) — 5:03
5. «Drum Drunk» (Ред Голт) — 2:45
6. «Soul Mist» (Ред Голт, Рамсі Льюїс, Елді Янг) — 3:40
7. «Ghost Riders» (Едвард Дж. Кей) — 2:45
8. «Stella by Starlight» (Віктор Янг, Нед Вашингтон) — 3:15
9. «Sanctified Indian» (Ред Голт) — 3:24
10. «I Cover the Waterfront» (Джонні Грін, Едвард Геймен) — 4:31
11. «Tonight» (Леонард Бернстайн, Дж. Ширмер) — 2:33
12. «Look Out No. 1» (Ред Голт) — 1:55

## Учасники запису
- Ред Голт — ударні
- Флойд Марвін — тромбон
- Воллес Бертон — альт-саксофон
- Рамсі Льюїс — фортепіано
- Роланд Фолкнер — гітара
- Елді Янг — контрабас

Технічний персонал
- Рон Мало — продюсер, інженер
- Дон С. Бронстейн — фотографія
- ЛеБарон Тейлор — текст